# قلعه صلواتی (لالی)
قلعه صلواتی یک روستا در ایران است که در دهستان جاستون شهه واقع شده‌است. قلعه صلواتی ۳۵ نفر جمعیت دارد.